# Stenodynerus corallineipes
Stenodynerus corallineipes är en stekelart som först beskrevs av Edoardo Zavattari 1912.
Stenodynerus corallineipes ingår i släktet smalgetingar, och familjen Eumenidae. Inga underarter finns listade i Catalogue of Life.